# ケン・ウッドマン
ケン・ウッドマン（Ken Woodman、1928年 - 2000年）は、イギリスの作曲家、トランペット奏者。

## 略歴
海賊ラジオ局ラジオ・ロンドンのポール・ケイの番組のテーマ曲として、また後にBBC Radio 2のジミー・ヤングのテーマ曲として使われた「Town Talk」という曲で有名であった。死後に有名になったのは、1966年にKen Woodman and his Piccadilly Brassのアルバム『That's Nice』からリリースされた「Mexican Flyer」である。「Mexican Flyer」は、セガから発売されたゲーム『スペースチャンネル5』のテーマソングとして使われ、同じくセガ発売の『サンバDEアミーゴ』、矢口史靖監督の映画『スウィングガールズ』のサントラにも含まれた。また、シャーリー・バッシーや、トム・ジョーンズの楽曲で編曲を担当した。有名なところでは、サンディ・ショーのために、ユーロビジョン・ソング・コンテストで、「Puppet on a String」の編曲と指揮を担当したことが挙げられる。ウッドマンは第二次世界大戦中、英国海兵隊バンドの一員として活躍し、音楽業界に移る前の1950年代初期に彼らの音楽を数多く編曲した。